# Jean Boyer (Regisseur)
Jean Boyer (* 26. Juni 1901 in Paris; † 10. März 1965 ebenda) war ein französischer Regisseur und Drehbuchautor.
Der Sohn des Chansonniers Lucien Boyer begann Anfang der 1930er Jahre seine Laufbahn als Drehbuchautor (u. a. bei Abel Gance) und ab 1935 auch als Regisseur. Er realisierte im Laufe seines Lebens mehr als siebzig meist erfolgreiche Unterhaltungsfilme, darunter auch Miquette (der letzte Film mit Lilian Harvey) und Le trou normand, in dem 1952 Brigitte Bardot debütierte. Daneben verfasste er Chansontexte zu mehreren Musikfilmen. Einige seiner Filme produzierte er auch selbst, u. a. Coiffeur pour dames (1952).

## Filmografie (Regie)
- 1935: Les époux célibataires
- 1936: Un mauvais garçon
- 1936: Hinaus in die Ferne (Prends la route)
- 1937: Vertrauensbruch (Abus de confiance)
- 1938: La chaleur du sein
- 1940: Serenade (Sérénade)
- 1940: Miquette
- 1941: L'acrobate
- 1941: Chèque au porteur
- 1950: Radio X spielt auf (Nous irons à Paris), alternativ Ja, in Mexiko
- 1951: Musik in Monte Carlo (Nous irons à Monte Carlo)
- 1952: Le trou normand
- 1952: Der Damenfriseur (Coiffeur pour dames)
- 1956: Der Modekönig (Le couturier de ces dames)
- 1960: Bouche cousue
- 1962: Virginie
- 1962: Das bin nicht ich (C'est pas moi, c'est l'autre)
- 1964: Relaxe-toi chérie